# Камінья (Чилі)

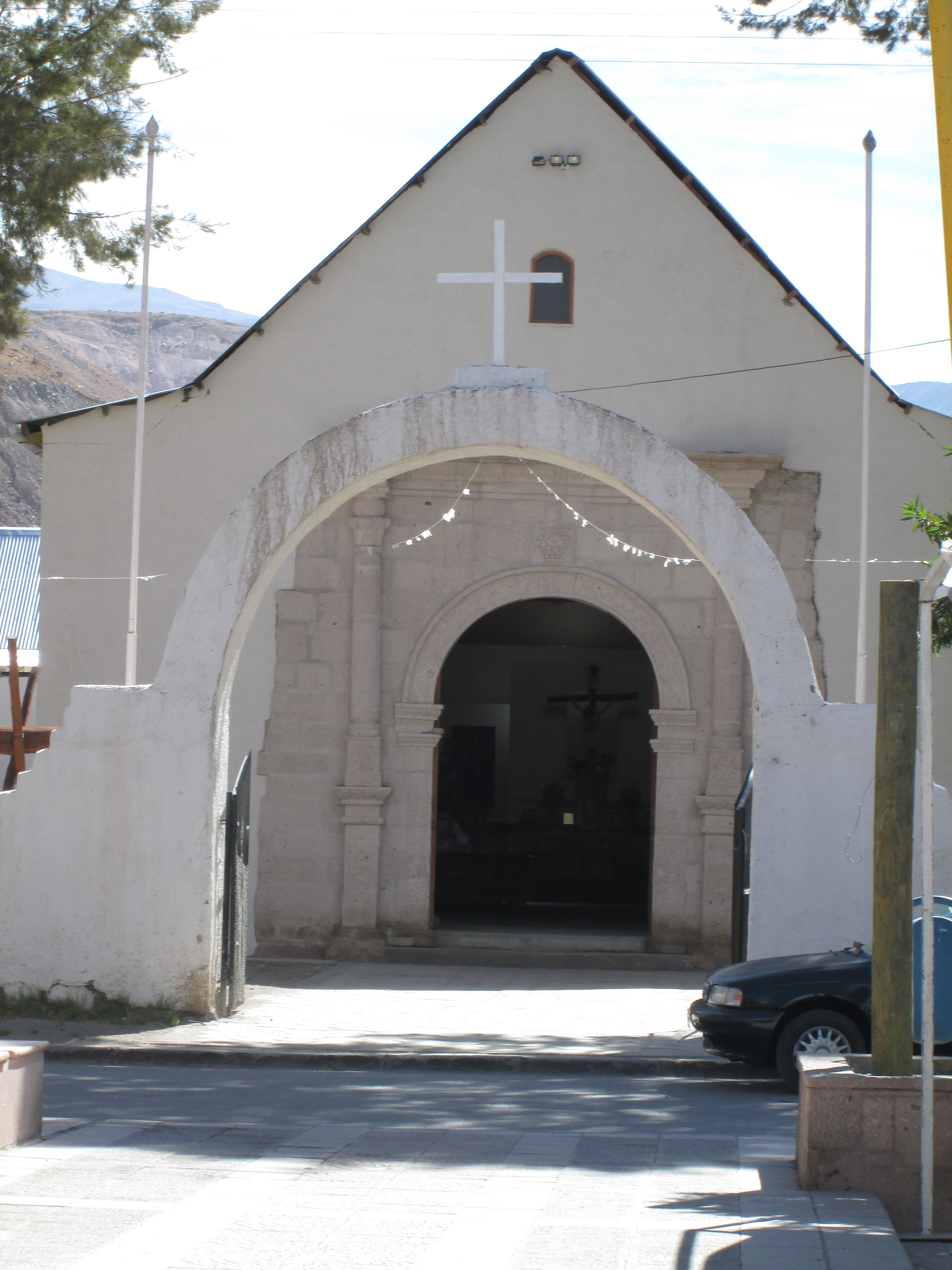
Церква в Каминьї

Камінья (ісп. Camiña) — селище в Чилі. Адміністративний центр однойменної комуни. Комуна входить до складу провінції Тамаругаль і регіону Тарапака.
Територія — 2200,2 км². Чисельність населення — 1250 мешканців (2017). Щільність населення — 0,57 чол./км².

## Розташування
Селище розташоване за 127 км на північний схід від адм.центру області міста Ікіке в долині річки Тана-і-Камінья.
Комуна межує:
- на півночі — комуни Уара і Камаронес
- на сході — комуна Кольчане
- Півдні — комуна Уара
- на заході — комуна Уара